# Lucio Antistio Veto (cónsul 55)
Lucio Antistio Vétere (en latín: Lucius Antistius Vetus; fallecido en el año 65) fue un senador romano que vivió en el siglo I, y desarrolló su cursus honorum bajo Caligula, Claudio, y Nerón. 

## Orígenes familiares
Se cree que era hijo de Gayo Antistio Vétere, cónsul en 23, y hermano de Gayo Antistio Vétere, cónsul en el año 50; Paul von Rohden especula que Veto podría ser idéntico al L. Antistius C. f. Aem (ilia) Vetus augur mencionado en la inscripción CIL XIV, 2849. Su hija Antistia Polita se casó con el senador Rubelio Plauto.

## Carrera política
Fue cónsul ordinario en el año 55 con el emperador Nerón como colega.
Inmediatamente después de su consulado en el año 55, Vétere fue nombrado gobernador de Germania Superior, donde intentó la construcción de un canal que uniría los ríos Rin y Ródano que facilitaría el tráfico y el comercio. Fue reemplazado en este puesto en el año 56 por Tito Curtilio Mancia. Más tarde, fue designado procónsul de Asia para el periodo 64/65; durante ese tiempo, hizo encarcelar a Claudio Demiano por graves delitos.
Sin embargo, en el año 65, Vétere se ganó la enemistad del emperador Nerón. Tácito afirma que fue porque era suegro de Rubelio Plauto, a quien Nerón había ejecutado varios años antes, aunque Vétere también fue acusado de traición por su liberto Fortunatus y por Claudio Demiano; Nerón había liberado a Demiano a cambio de sus acusaciones contra Vétere. Después de que Vétere se retiró a su finca en Formiae, su hija Polita trató de defender su caso ante el emperador, pero como tenía prohibido acercarse a él, según Tácito "ella rondaba sus puertas y le imploraba que escuchara a un hombre inocente". Sin embargo, Nerón la ignoró y ella regresó con su padre con la noticia de su inminente juicio en el Senado. Vétere entonces manumitió a sus esclavos, les dio todo su dinero disponible y ordenó a cada uno que tomara de sus posesiones todo lo que pudieran llevar, y entonces con su hija y suegra Sextia, los tres se suicidaron.